# Luis Adaro y Magro
Luis Adaro y Magro (Madrid, 17 de abril de 1849-Madrid, 21 de octubre de 1915) fue un ingeniero y empresario español, muy importante en la historia minera y metalúrgica asturiana y en el desarrollo general de esta región. Ha sido calificado de verdadero empresario schumpeteriano. Entre otros cargos, fue rector de Duro Felguera. Es el padre de Luis Adaro Porcel y el abuelo de Luis Adaro Ruiz-Falcó.

## Biografía
De familia originaria varias generaciones atrás de la parroquia de San Bartolomé de Olarte en Orozco (Vizcaya), había nacido en la madrileña calle de Santa Isabel, cuando su padre ocupaba el cargo de secretario del Ministerio de Comercio, Instrucción y Obras Públicas, y era uno de los ocho hijos que sobrevivieron a los catorce que tuvo el matrimonio. Cursó estudios en la Escuela de Minas desde los dieciséis años, obteniendo el título de ingeniero de minas en 1872. Tras sus prácticas en las minas de Almadén durante un año, se desplazó al distrito minero de Asturias. Allí, dirige la Sociéte D`Eichthal et Comp. (propietaria de la Mina Mosquitera de Siero, situada entre Tuilla y Candín, sobre el trazado del ferrocarril de Langreo, donde instaló el primer lavadero mecánico, a partir del que se divulgó la innovación), y las minas pozo María Luisa y La Justa (Langreo).
Su biografo, Ramón Mañana, afirma que Luis Adaro

"fue de los poquísimos y primeros ingenieros de minas españoles que abandonó la carrera trillada y anodina de funcionario para entregarse a una tarea de empresario emprendedor, capaz de luchar denodadamente en condiciones adversas, para sentar las bases de la incipiente industria hullera y siderúrgica asturiana a comienzos del siglo XX".

Mantuvo una intensa labor político-empresarial en defensa de los intereses hulleros (tarifas de los ferrocarriles de Langreo,  impulsando la creación de diversas instituciones: el Crédito Industrial Gijonés (posteriormente Sociedad Anónima Adaro), la Fábrica de Productos Químicos de Aboño, la Caja de Ahorros de Asturias y la Caja de Socorros para enfermos, la Cámara de Comercio de Gijón (con la que celebró una exposición internacional, considerada como el germen de la actual FIDMA), el Sindicato del Puerto de Avilés, la Unión Minera y Metalúrgica de Asturias (1883), la Comisión de estudio de la riqueza hullera nacional, etc.
Entre otros trabajos, gestionó la construcción del ramal de Soto de Rey a Ciaño-Santa Ana, del Ferrocarril del Norte. Propuso con Alejandro Pidal y Mon la localización de El Musel para el puerto de Gijón, cuyo Sindicato también promovió, y desde 1909 dirigió los trabajos de realización del Mapa Geológico de España. De 1910 hasta 1915 dirige el Instituto Geológico y Minero de España.  Bajo su influencia se construyó en Langreo el Sanatorio Adaro, hospital para los trabajadores de la pujante siderúrgico-carbonera Duro Felguera y fue el verdadero sucesor de Pedro Duro al frente de la Fábrica de La Felguera. 
En 1914, varios años después de reintegrarse a la Administración como funcionario, fue nombrado presidente del Consejo de la Minería, "el más alto puesto oficial que puede ocupar un ingeniero de minas", publicó en aquellas fechas la revista Ingeniería, editada en Madrid, "dándole el caso", añadía, "de llegar a tan elevado cargo, no por sus deseos, sino por petición unánime del Cuerpo de Ingenieros de Minas, que veía en Adaro al hombre sabio y eminente que podía coronar su hermosa obra científica e industrial consiguiendo el engrandecimiento y prosperidad de la minería española"
En el verano de 1915 se trasladó desde Madrid a Asturias con el fin de concluir en las montañas asturianas los últimos datos del "Atlas Estratigráfico" que había iniciado. Durante su estancia en el Principado permaneció en Gijón algunos días con sus familiares, entre ellos con su nieto Luis, que cumplía en esos días su primer año. Fue en ese viaje cuando se manifestaron los primeros síntomas del cáncer de esófago, enfermedad que se mostró de gran virulencia, y que le obligó a regresar urgentemente a Madrid, y que le causaría la muerte el 21 de octubre. Tal y como había su deseo, fue enterrado en Gijón, junto a los restos de su esposa -fallecida 19 años antes-. Presidieron el acto de la conducción del cadáver desde la madrileña calle de la Magdalena -donde falleció- hasta la Estación del Norte, para inhumarlo en Gijón, el ministro de Fomento Javier Ugarte, y el director general de Agricultura, Minas y Montes, Carlos Castel.
En vida no recibió ningún honor oficial, pese haber sido el hombre que lideró la revolución minera e industrial en Asturias, fundamentalmente en el Valle del Nalón. En Sama de Langreo, la sociedad La Montera erigió, por suscripción popular en 1906 un monumento en su honor conocido popularmente como "La Carbonera". El monumento es obra del Lorenzo Coullaut Valera. El acto fue multitudinario, y en él intervinieron el presidente de la Asociación La Montera, Delbruck; su cochero, Marcelino Rúa, conocido como Cañita; Antonio Cifuentes, colaborador de Adaro; Aniceto Sela, rector de la Universidad de Oviedo, y el alcalde de Langreo, Leopoldo Nespral.